# Feliks Wiśniewski
Feliks Joachim Wiśniewski (ur. 23 września 1890 w Łazinie koło Piątku, gmina Bielawy, pow. Łowicz, zm. 10 grudnia 1963 w Łodzi) – fizyk, profesor Wolnej Wszechnicy Polskiej, po II wojnie światowej profesor Uniwersytetu Łódzkiego i Politechniki Łódzkiej. Był prezesem Polskiego Towarzystwa Fizycznego Oddziału Łódzkiego, członkiem czynnym i przewodniczącym III Wydziału Nauk Matematyczno-Przyrodniczych Łódzkiego Towarzystwa Naukowego.

## Rodzina
Feliks Joachim Wiśniewski urodził się w rodzinie ziemiańskiej. Był synem Feliksa Zygmunta i Marii Barbary z domu Bartoszewicz. W 1922 ożenił się z Emilią z domu Czyńską. Z tego małżeństwa miał syna Bohdana (1926–2007), filologa klasycznego, filozofa, specjalistę od filozofii starożytnej.
Został pochowany 13 grudnia 1963 na Starym Cmentarzu w Łodzi.

## Odznaczenia
- Krzyż Kawalerski Orderu Odrodzenia Polski[1],
- Medal 10-lecia Polski Ludowej[1].

## Edukacja
- Wyniósł z domu solidne wykształcenie (do roku 1901);
- W latach 1902–1909 uczęszczał do szkoły średniej w Warszawie;
- 1909-1911 odbył studia wyższe w Paryżu.
- 1912-1914 studia wyższe (II stopnia) w Getyndze i na Politechnice w Pradze.

## Kariera naukowa
- 1911 licencjat nauk ścisłych (licencie es science);
- 1920 doktorat na bazie dysertacji pt. Teoria kinetyczna przewodnictwa cieplnego.
- 1926 habilitował się w Politechnice Warszawskiej na podstawie pracy Przyczynek do kwantowej teorii widm.
- 1926-1939 docent w Politechnice Warszawskiej i w Wolnej Wszechnicy Polskiej.
- 1945-1960 kierownik Katedry Fizyki Teoretycznej.
- 1946 profesor zwyczajny
- 1960 professor emeritus

## Publikacje
Opublikował 84 publikacje naukowe.

## Literatura
- Jarosław Kita, Stefan Pytlas, W służbie nauki. Profesorowie Uniwersytetu Łódzkiego w latach 1945–2004. Pro memoria, Łódź: Wydawnictwo UŁ, 2005, s. 443–444, ISBN 83-7171-852-7.
- Tadeusz Tietz, Feliks Joachim Wiśniewski (1890–1963), „Postępy Fizyki” (5), 1964, s. 475–477 [zarchiwizowane z adresu 2023-07-17].